# Русское гегельянство
Русское гегельянство представляет собой преломление философских идей Гегеля в русской философской традиции. 

## Раннее русское гегельянство
Точкой отсчёта русского гегельянства следует назвать 1837 год, когда Михаил Александрович Бакунин познакомил кружок Николая Владимировича Станкевича с учением Гегеля. Бакунин видел в учении Гегеля (младогегельянство) обоснование радикальной модернизации России посредством практики бунта (антитезис мирового развития): «Радость разрушения есть творческая радость», — напишет он в 1842 году в немецком левогегельянском журнале. У Бакунина гегелианство воспринимается всецело как учение об историческом бытии, о диалектике абсолютного духа в его историческом самопроявлении. Таким образом интерес к учению Гегеля появился в контексте западнической моды на «европейскую философию».
Вторым значимым русским гегельянцем стал Виссарион Григорьевич Белинский, который не читал работ Гегеля (поскольку немецкого не знал, а сочинения Гегеля на русский язык в его время ещё не были переведены); тем не менее, он популяризовал тезис Гегеля о том, что «всё действительное разумно». Имя Гегеля (нем. Georg Wilhelm Friedrich) передавалось как «Егор Фёдорович», а символом его философии стал т.н. «философский колпак». В то же время, в России наметилось неприятие некоторых аспектов учения Гегеля, а именно: диктат всеобщего (нем. Allgemeinheit) над личностью. 
К середине 50-х годов XIX века — «мода» на Гегеля в России проходит.

## Позднее русское гегельянство
Вторая волна гегелянства пришла в России уже в начале XX века. Самостоятельное развитие гегельянских начал мы находим в философских сочинениях Бориса Николаевича Чичерина: он отстаивал идеалы конституционной монархии и полагал, что прогресс человечества заключается в освобождении человеческой личности с помощью правовых реформ. Таким образом он развивал либеральную версию философии Гегеля. Известным русским гегельянцем был Иван Александрович Ильин: автор «Философии Гегеля как учения о конкретности Бога и человека» (1918). Также — значим среди русских гегельянцев Александр Владимирович Кожев, публиковавший свои работы в эмиграции на французском языке; его гегельянство отличает экзистенциальное прочтение, где ареной диалектики выступает личность человека. 

## Советское гегельянство
В советской философии — гегельянство воспринималось как существенный компонент официального марксизма. Сам Ленин весьма ценил Гегеля за диалектику, которую понимал как «учение о единстве противоположностей». Вслед за Энгельсом — Ленин настаивал на материалистическом понимании Гегеля и критиковал «ослиные уши идеализма», где диалектика выдаёт не самопознание Абсолютного Духа, а бесконечное самодвижение материи, в котором можно выделить определённые элементы (например, «переход количества в качество и vice versa»).
В рамках советского марксизма — гегельянское направление развивал Абрам Моисеевич Деборин. Его последователи (Ян Эрнестович Стэн, Н. Карев, Г. Тымянский и Иван Капитонович Луппол, к которым также примыкал Валентин Фердинандович Асмус) были глубоко убеждены в том, что философию следует развивать как абстрактную науку путём анализа категорий, используя для этой цели Гегеля, создавшего систему философских категорий. Последователи и сторонники Деборина называли себя «диалектиками» и критиковали своих оппонентов за позитивизм и за недооценку роли случайности в процессе развития. Однако 25 января 1931 года «деборинцы» были осуждены за «меньшевиствующий идеализм», хотя сам гегелевский метод познания под сомнение не ставился. 
Вместе с тем — в 1955 году испытал гонения Эвальд Васильевич Ильенков с формулировкой за «гегельянство»; особенностью философии Ильенкова было убеждение, что идеальное существует объективно (например, в форме стоимости), а не только «в голове» человека. Также советское гегельянство на этом этапе выступало с позиций «гносеологизма» и оппонировало сторонникам онтологии, которые со времен плехановского марксизма апеллировали к философии Спинозы, истолкованного как материалиста. 
Осенью 1974 года — в Москве состоялся Х Международный Гегелевский конгресс. Благодаря Александру Георгиевичу Спиркину — гегельянская терминология закрепилась в советских (российских) учебниках по философии.

## Переводы Гегеля
Первое время — сочинения Гегеля были знакомы публике в пересказах. Первая статья о его философии была опубликована Петром Григорьевичем Редкиным в журнале «Москвитянин» за 1841 год («Обозрение гегелевой логики»). Первой из гегелевских сочинений была переведена работа по эстетике «Курс эстетики и наука изящного» (Василий А. Модестов, 1847—1869 годы). «Феноменологию духа» — впервые на русский язык перевёл Эрнест Леопольдович Радлов (1913), а «Науку логики» — Николай Григорьевич Дебольский (1916).
В переводах Гегеля на русский язык формируется и оттачивается русская философская терминология: бытие (нем. Sein) и сознание (нем. Bewußtsein), действительность (нем. Wirklichkeit), мировоззрение (нем. Weltanschauung), отношение (нем. Verhaltnis), понятие (нем. Begriff), разум (нем. Vernunft) и рассудок (нем. Verstand), движение (нем. Bewegung) и самодвижение (нем. Selbstbewegung), снятие (нем. Aufheben), становление (нем. Werden), сущность (нем. Wesen) и явление (нем. Erscheinung).

## Примечание
1. ↑  Гегельянские кружки. Н. В. Станкевич, М. А. Бакунин, В. Г. Белинский. Дата обращения: 29 мая 2014. Архивировано из оригинала 13 мая 2012 года.
2. ↑  Литературные взгляды В. Г. Белинского. Дата обращения: 29 мая 2014. Архивировано 30 июля 2012 года.
3. ↑  Русский социализм и нигилизм. Дата обращения: 29 мая 2014. Архивировано 30 мая 2014 года.
4. ↑  «Левогегельянское» истолкование философии Гегеля в русской философии XIX века. Дата обращения: 29 мая 2014. Архивировано 15 июня 2013 года.
5. ↑  Позднейшие гегельянцы. Чичерин. Дебольский. П. Бакунин. Дата обращения: 29 мая 2014. Архивировано из оригинала 13 мая 2012 года.
6. ↑  «Возрождение гегельянства». Дата обращения: 30 мая 2014. Архивировано 4 марта 2016 года.
7. ↑  Основные принципы диалектики по В.И. Ленину. Дата обращения: 29 мая 2014. Архивировано 30 мая 2014 года.
8. ↑  Конспект книги Гегеля «Наука логики». Дата обращения: 30 мая 2014. Архивировано 31 мая 2014 года.
9. ↑  Гегельянство. Дата обращения: 29 мая 2014. Архивировано 30 мая 2014 года.
10. ↑  Яхот И. Подавление философии в СССР (20-е - 30-е годы). Гл.3. Дата обращения: 30 мая 2014. Архивировано 31 мая 2014 года.
11. ↑  Владимир Игнатович. Несколько замечаний о дискуссии между «механистами» и «деборинцами». «Пропаганда» (научно-популярный журнал) (5 февраля 2012). Дата обращения: 10 октября 2023. Архивировано 10 октября 2023 года.
12. ↑  Марксистская философия в России (Г. В. Плеханов и В. И. Ленин). Дата обращения: 30 мая 2014. Архивировано 31 мая 2014 года.